# ماء مقطر

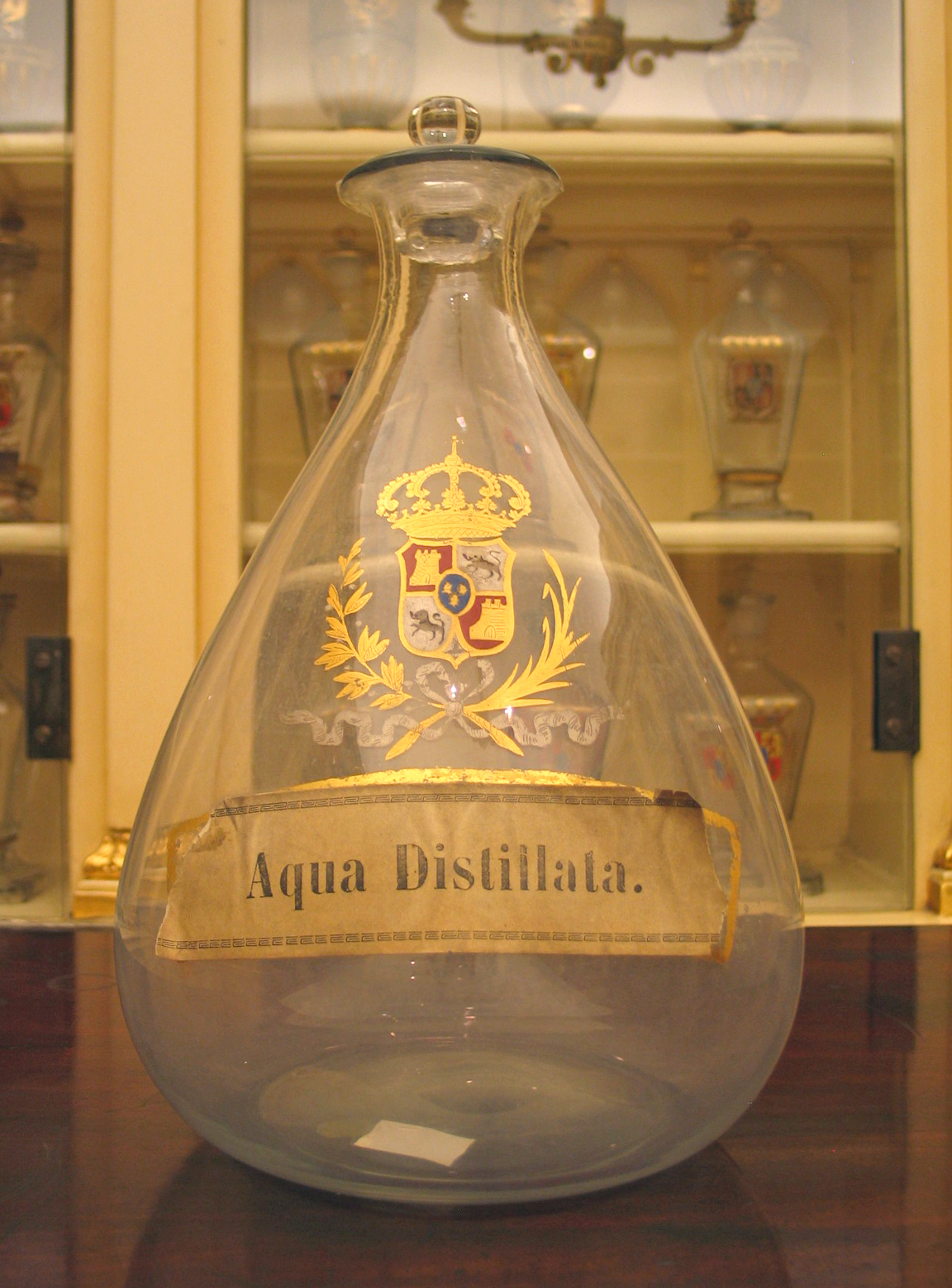

الماء المقطر هو الماء الذي يحصل عليه بعد إجراء عملية تقطير ثم تكثيف، بحيث أن الشوائب التي لا يمكنها الانتقال من الحالة السائلة إلى الحالة الغازية تبقى في الإناء الأصلي.
يعد الماء المقطر أحد أنواع تصفية المياه؛ ويستخدم الماء المقطر في عدة مجالات علمية، هندسية، ومخبرية، وزراعية وصناعية.

## طرق تصفية الماء

### التقطير
تعدّ عملية التقطير المثالية هي العملية المزيلة لكل الشوائب من الماء للحصول على الماء المقطر. يشمل التقطير عملية غلي الماء ومن ثم تكثيف البخار في كأس نظيف، مخلفاً وراءه تقريباً كل الشوائب الصلبة. تنتج عملية التقطير ماء نقي جداً ولكنها أيضاً تترك أيضاً آثار صفراء اللون على جهاز التقطير مما يستدعي تنظيف جهاز التقطير بشكل دوري. في كثير من التطبيقات تستخدم بدائل أرخص مثل الماء المنزوع الأيونات بدلاً من الماء المقطر.

### التقطير المضاعف
يتم تحضير الماء المضاعف التقطير (Double distilled water) بإجراء عملية تقطير مضاعفة للماء بعد التسخين.